# 10020 Bagenal
A 10020 Bagenal (ideiglenes jelöléssel (10020) 1979 OQ5) a Naprendszer kisbolygóövében található aszteroida. Schelte J. Bus fedezte fel 1979. július 24-én.

## Kapcsolódó szócikk
- Kisbolygók listája (10001–10500)